# Vételi jog
A vételi jog (vagy opció)  általában szerződéssel keletkezik, kivételesen jogszabályon alapulhat. Jogosultja az opció fennállása alatt egyoldalú nyilatkozatával minden további feltétel nélkül kikényszerítheti az adásvételi szerződés létrejöttét, így a dolog megvásárlását. A vételi jogra vonatkozó megállapodást – a dolog és a vételár megjelölésével – írásba kell foglalni.
A hatályos magyar Polgári Törvénykönyv vételi és eladási jogként szabályozza.
Ha a tulajdonos meghatározott dologra nézve szerződéssel vételi jogot alapít, a jogosult a dolgot a szerződésben meghatározott vételáron egyoldalú nyilatkozattal megvásárolhatja. Ha a tulajdonos meghatározott dologra nézve szerződéssel eladási jogot szerez, a dolgot a szerződésben meghatározott vételáron egyoldalú nyilatkozattal eladhatja az eladási jog kötelezettjének.
A törvény megállapítja az  elővásárlási, a visszavásárlási, a vételi és az eladási jog közös szabályait is.

## A jogosultság lényege
A vételi jog valójában a vétel lehetőségének a biztosítása, általában akkor kötik ki, ha a vevő valamely ok miatt még nem tud szerződési nyilatkozatot tenni. Az opciót az ingatlan-nyilvántartásba be lehet jegyezni.

## A vételi jog időtartama
A 2014. március 15-én hatályba lépett új Ptk. eltörölte a vételi jog kikötésére vonatkozó ötéves korlátozást. Megszűnt az a szabály is, hogy a határozatlan időre kikötött vételi jog hat hónap elteltével megszűnik, az ezzel ellentétes megállapodás semmis, tehát a vételi jog határozatlan idejű is lehet.

## Szabadulás az opcióból származó kötelezettségtől
A bíróság a tulajdonost a vételi jogból folyó kötelezettsége alól mentesítheti, ha a tulajdonos bizonyítja, hogy a vételi jog engedése után körülményeiben olyan lényeges változás állott be, hogy a kötelezettség teljesítése tőle nem várható el (lásd: Clausula rebus sic stantibus)

## Mögöttes joganyag
Egyebekben a vételi jogra a visszavásárlási jog szabályait kell alkalmazni. A visszavásárlási jognál a magyar Ptk. úgy rendelkezik, hogy arra egyebekben az elővásárlási jog szabályait kell alkalmazni, tehát közvetve a vételi jogra az elővásárlási jog szabályait is alkalmazni kell.

## Jogszabályon alapuló vételi jog
Kereskedelmi forgalmon kívül is tulajdonjogot szerez az, aki a dolgot jóhiszeműen és ellenszolgáltatás fejében olyan személytől szerzi meg, akire azt a tulajdonos bízta. A tulajdonos azonban a dolgot az első szerzéstől számított egy éven belül az ellenszolgáltatás megtérítése fejében visszaválthatja.